# أبقال (قبيلة)
الأبقال أو ابجال عثمان أو علي عثمان بطن من بطون ال هيراب عشيرة صومالية يشكلون جزءا من قبائل الهوية. يتواجد الأبقال في كل من شابيلى الوسطى، غالغودود، بنادر، مودوغ، شابيلى السفلى. لعبوا دورا مهما في العاصمة مقاديشو حيث يشكلون غالبية قبائل الهوية. وكان لهم دور بارز في تاريخ الصومال من خلال تحالف ال هيراب ضد سلطان قبيلة الأجوران وهي أيضا من قبائل الهوية وبعد سيطرة ال هيراب على مقديشو وبنادر وبدأ الأبجال بتسيس سلطنه حكماها أمام الأبجال ومن أشهرهم أمام يعقوب وكان دورهم في الحرب الأهلية في الصومال مؤثر بسبب تمركزهم في العاصمة مقديشو بقيادة الرئيس الأنتقالي آنذاك علي مهدي محمد وما زال الأبجال متواجدون في مقديشو.

## طالع أيضًا
- هوية (قبيلة)
- سلطنة هراب